# Bruce Springsteen and the E Street Band Reunion Tour
Bruce Springsteen & The E Street Band Reunion Tour fue una gira musical del músico estadounidense Bruce Springsteen y The E Street Band que tuvo lugar en Norteamérica y Europa entre 1999 y 2000. Fue la primera gira de Springsteen con la E Street Band desde las giras de 1988 Tunnel of Love Express y Human Rights Now! Tour, y siguió a dos largas giras del músico en solitario. 
Aunque la gira no sirvió como medio de promoción de ningún disco de Springsteen, coincidió con la publicación de la caja recopilatoria Tracks, cuyo lanzamiento tuvo lugar seis meses antes del comienzo de la gira. La publicación del disco 18 Tracks, una recopilación de temas previamente publicados en Tracks, coincidió con el inicio de la gira.

## Itinerario
Los preparativos de la gira comenzaron en marzo de 1999 con una serie de ensayos privados en el Convention Hall de Asbury Park, seguidos de otros dos ensayos públicos en el mismo escenario. Esta práctica continuó en giras posteriores. A diferencia de otras giras, Springsteen optó por comenzar la gira en Europa, con una primera etapa que comenzó formalmente el 9 de abril de 1999 con el primero de dos conciertos en el Palau Sant Jordi de Barcelona. La etapa europea continuó hasta finales de junio y acabó en Oslo, Noruega, después de ofrecer un total de 37 conciertos, algunos en estadios y otros en localidades más reducidas.  
Dos semanas después, comenzó la segunda gira en los Estados Unidos con conciertos exclusivos en estadios. La etapa comenzó con quince conciertos consecutivos en el Continental Airlines Arena de Nueva Jersey. Después de 52 conciertos, la etapa finalizó en Minneapolis a finales de noviembre de 1999.
Tras tres meses de descanso, la tercera etapa de la gira comenzó a finales de febrero de 2000 con un concierto en la Universidad Estatal de Pensilvania. Dicha etapa se centró en ciudades en las que no había tocado en etapas anteriores, con un par de fechas en Canadá, y nuevamente en estadios cubiertos. Tras un total de 44 conciertos, la etapa concluyó en junio con diez conciertos consecutivos en el Madison Square Garden de Nueva York. 
En total, Springsteen ofreció un total de 133 conciertos en 62 ciudades diferentes durante más de 15 meses.

## Fechas
| Fecha                    | Ciudad                        | País           | Estadio                          |
| Europa                   | Europa                        | Europa         | Europa                           |
| ------------------------ | ----------------------------- | -------------- | -------------------------------- |
| 9 de abril de 1999       | Barcelona                     | España         | Palau Sant Jordi                 |
| 11 de abril de 1999      | Barcelona                     | España         | Palau Sant Jordi                 |
| 13 de abril de 1999      | Múnich                        | Alemania       | Olympiahalle                     |
| 15 de abril de 1999      | Colonia                       | Alemania       | Koelnarena                       |
| 17 de abril de 1999      | Bolonia                       | Italia         | Palasport                        |
| 19 de abril de 1999      | Milán                         | Italia         | Fila Forum                       |
| 20 de abril de 1999      | Milán                         | Italia         | Fila Forum                       |
| 23 de abril de 1999      | Ratisbona                     | Alemania       | Donau Arena                      |
| 24 de abril de 1999      | Viena                         | Austria        | Wiener Stadthalle                |
| 26 de abril de 1999      | Zúrich                        | Suiza          | Hallenstadion                    |
| 28 de abril de 1999      | Lyon                          | Francia        | Halle Tony Garnier               |
| 1 de mayo de 1999        | Manchester                    | Inglaterra     | Manchester Evening News Arena    |
| 2 de mayo de 1999        | Manchester                    | Inglaterra     | Manchester Evening News Arena    |
| 16 de mayo de 1999       | Birmingham                    | Inglaterra     | NEC Arena                        |
| 18 de mayo de 1999       | Londres                       | Inglaterra     | Earls Court Exhibition Centre    |
| 19 de mayo de 1999       | Londres                       | Inglaterra     | Earls Court Exhibition Centre    |
| 21 de mayo de 1999       | Londres                       | Inglaterra     | Earls Court Exhibition Centre    |
| 23 de mayo de 1999       | Londres                       | Inglaterra     | Earls Court Exhibition Centre    |
| 25 de mayo de 1999       | Dublín                        | Irlanda        | RDS Arena                        |
| 27 de mayo de 1999       | Gante                         | Bélgica        | Flanders Expo                    |
| 29 de mayo de 1999       | Berlín                        | Alemania       | Parkbühne Wuhlheide              |
| 30 de mayo de 1999       | Berlín                        | Alemania       | Parkbühne Wuhlheide              |
| 2 de junio de 1999       | París                         | Francia        | Palais Omnisports de Paris-Bercy |
| 3 de junio de 1999       | París                         | Francia        | Palais Omnisports de Paris-Bercy |
| 5 de junio de 1999       | Zaragoza                      | España         | La Romareda                      |
| 7 de junio de 1999       | Madrid                        | España         | Estadio La Peineta               |
| 11 de junio de 1999      | Génova                        | Italia         | Stadio Luigi Ferraris            |
| 13 de junio de 1999      | Leipzig                       | Alemania       | Bruno-Plache-Stadion             |
| 15 de junio de 1999      | Offenbach                     | Alemania       | Stadion am Bieberer Berg         |
| 17 de junio de 1999      | Bremen                        | Alemania       | Weserstadion                     |
| 19 de junio de 1999      | Arnhem                        | Países Bajos   | Gelredome                        |
| 20 de junio de 1999      | Arnhem                        | Países Bajos   | Gelredome                        |
| 23 de junio de 1999      | Estocolmo                     | Suecia         | Stockholm Olympic Stadium        |
| 24 de junio de 1999      | Estocolmo                     | Suecia         | Stockholm Olympic Stadium        |
| 26 de junio de 1999      | Copenhague                    | Dinamarca      | Parken Stadium                   |
| 27 de junio de 1999      | Oslo                          | Noruega        | Valle Hovin                      |
| Norteamérica             |                               |                |                                  |
| 15 de junio de 1999      | East Rutherford, Nueva Jersey | Estados Unidos | Continental Airlines Arena       |
| 18 de junio de 1999      | East Rutherford, Nueva Jersey | Estados Unidos | Continental Airlines Arena       |
| 20 de junio de 1999      | East Rutherford, Nueva Jersey | Estados Unidos | Continental Airlines Arena       |
| 24 de junio de 1999      | East Rutherford, Nueva Jersey | Estados Unidos | Continental Airlines Arena       |
| 26 de junio de 1999      | East Rutherford, Nueva Jersey | Estados Unidos | Continental Airlines Arena       |
| 27 de junio de 1999      | East Rutherford, Nueva Jersey | Estados Unidos | Continental Airlines Arena       |
| 29 de junio de 1999      | East Rutherford, Nueva Jersey | Estados Unidos | Continental Airlines Arena       |
| 1 de agosto de 1999      | East Rutherford, Nueva Jersey | Estados Unidos | Continental Airlines Arena       |
| 2 de agosto de 1999      | East Rutherford, Nueva Jersey | Estados Unidos | Continental Airlines Arena       |
| 4 de agosto de 1999      | East Rutherford, Nueva Jersey | Estados Unidos | Continental Airlines Arena       |
| 6 de agosto de 1999      | East Rutherford, Nueva Jersey | Estados Unidos | Continental Airlines Arena       |
| 7 de agosto de 1999      | East Rutherford, Nueva Jersey | Estados Unidos | Continental Airlines Arena       |
| 9 de agosto de 1999      | East Rutherford, Nueva Jersey | Estados Unidos | Continental Airlines Arena       |
| 11 de agosto de 1999     | East Rutherford, Nueva Jersey | Estados Unidos | Continental Airlines Arena       |
| 12 de agosto de 1999     | East Rutherford, Nueva Jersey | Estados Unidos | Continental Airlines Arena       |
| 21 de agosto de 1999     | Boston, Massachusetts         | Estados Unidos | FleetCenter                      |
| 22 de agosto de 1999     | Boston, Massachusetts         | Estados Unidos | FleetCenter                      |
| 24 de agosto de 1999     | Boston, Massachusetts         | Estados Unidos | FleetCenter                      |
| 25 de agosto de 1999     | Boston, Massachusetts         | Estados Unidos | FleetCenter                      |
| 27 de agosto de 1999     | Boston, Massachusetts         | Estados Unidos | FleetCenter                      |
| 31 de agosto de 1999     | Washington D. C.              | Estados Unidos | MCI Center                       |
| 1 de septiembre de 1999  | Washington D. C.              | Estados Unidos | MCI Center                       |
| 3 de septiembre de 1999  | Washington D. C.              | Estados Unidos | MCI Center                       |
| 8 de septiembre de 1999  | Auburn Hills, Michigan        | Estados Unidos | The Palace of Auburn Hills       |
| 9 de septiembre de 1999  | Auburn Hills, Michigan        | Estados Unidos | The Palace of Auburn Hills       |
| 13 de septiembre de 1999 | Philadelphia, Pennsylvania    | Estados Unidos | First Union Center               |
| 15 de septiembre de 1999 | Philadelphia, Pennsylvania    | Estados Unidos | First Union Center               |
| 20 de septiembre de 1999 | Philadelphia, Pennsylvania    | Estados Unidos | First Union Center               |
| 21 de septiembre de 1999 | Philadelphia, Pennsylvania    | Estados Unidos | First Union Center               |
| 24 de septiembre de 1999 | Philadelphia, Pennsylvania    | Estados Unidos | First Union Spectrum             |
| 25 de septiembre de 1999 | Philadelphia, Pennsylvania    | Estados Unidos | First Union Center               |
| 27 de septiembre de 1999 | Chicago, Illinois             | Estados Unidos | United Center                    |
| 28 de septiembre de 1999 | Chicago, Illinois             | Estados Unidos | United Center                    |
| 30 de septiembre de 1999 | Chicago, Illinois             | Estados Unidos | United Center                    |
| 15 de octubre de 1999    | Phoenix, Arizona              | Estados Unidos | America West Arena               |
| 17 de octubre de 1999    | Los Ángeles, California       | Estados Unidos | Staples Center                   |
| 18 de octubre de 1999    | Los Ángeles, California       | Estados Unidos | Staples Center                   |
| 21 de octubre de 1999    | Los Ángeles, California       | Estados Unidos | Staples Center                   |
| 23 de octubre de 1999    | Los Ángeles, California       | Estados Unidos | Staples Center                   |
| 25 de octubre de 1999    | Oakland, California           | Estados Unidos | Oakland Arena                    |
| 26 de octubre de 1999    | Oakland, California           | Estados Unidos | Oakland Arena                    |
| 28 de octubre de 1999    | Oakland, California           | Estados Unidos | Oakland Arena                    |
| 6 de noviembre de 1999   | Fargo, North Dakota           | Estados Unidos | Fargodome                        |
| 9 de noviembre de 1999   | Milwaukee, Wisconsin          | Estados Unidos | Bradley Center                   |
| 10 de noviembre de 1999  | Indianapolis, Indiana         | Estados Unidos | Conseco Fieldhouse               |
| 14 de noviembre de 1999  | Cleveland, Ohio               | Estados Unidos | Gund Arena                       |
| 15 de noviembre de 1999  | Cleveland, Ohio               | Estados Unidos | Gund Arena                       |
| 17 de noviembre de 1999  | Columbus, Ohio                | Estados Unidos | Value City Arena                 |
| 19 de noviembre de 1999  | Buffalo, Nueva York           | Estados Unidos | Marine Midland Arena             |
| 21 de noviembre de 1999  | Albany, Nueva York            | Estados Unidos | Pepsi Arena                      |
| 28 de noviembre de 1999  | Minneapolis, Minnesota        | Estados Unidos | Target Center                    |
| 29 de noviembre de 1999  | Minneapolis, Minnesota        | Estados Unidos | Target Center                    |
| Norteamérica             |                               |                |                                  |
| 28 de febrero de 2000    | University Park, Pennsylvania | Estados Unidos | Bryce Jordan Center              |
| 4 de marzo de 2000       | Orlando, Florida              | Estados Unidos | Orlando Arena                    |
| 6 de marzo de 2000       | Tampa, Florida                | Estados Unidos | Ice Palace                       |
| 9 de marzo de 2000       | Sunrise (Florida)             | Estados Unidos | National Car Rental Center       |
| 10 de marzo de 2000      | Sunrise (Florida)             | Estados Unidos | National Car Rental Center       |
| 13 de marzo de 2000      | Dallas, Texas                 | Estados Unidos | Reunion Arena                    |
| 14 de marzo de 2000      | Little Rock, Arkansas         | Estados Unidos | Alltel Arena                     |
| 18 de marzo de 2000      | Memphis, Tennessee            | Estados Unidos | Pyramid Arena                    |
| 19 de marzo de 2000      | Nueva Orleans, Louisiana      | Estados Unidos | New Orleans Arena                |
| 30 de marzo de 2000      | Denver, Colorado              | Estados Unidos | Pepsi Center                     |
| 31 de marzo de 2000      | Denver, Colorado              | Estados Unidos | Pepsi Center                     |
| 3 de abril de 2000       | Portland, Oregon              | Estados Unidos | Rose Garden                      |
| 4 de abril de 2000       | Tacoma, Washington            | Estados Unidos | Tacoma Dome                      |
| 8 de abril de 2000       | San Luis, Misuri              | Estados Unidos | Kiel Center                      |
| 9 de abril de 2000       | Kansas City, Misuri           | Estados Unidos | Kemper Arena                     |
| 12 de abril de 2000      | Nashville, Tennessee          | Estados Unidos | Nashville Arena                  |
| 15 de abril de 2000      | Louisville, Kentucky          | Estados Unidos | Freedom Hall                     |
| 17 de abril de 2000      | Austin, Texas                 | Estados Unidos | Frank Erwin Center               |
| 18 de abril de 2000      | Houston, Texas                | Estados Unidos | Compaq Center                    |
| 21 de abril de 2000      | Charlotte, North Carolina     | Estados Unidos | Charlotte Coliseum               |
| 22 de abril de 2000      | Raleigh, North Carolina       | Estados Unidos | RBC Center                       |
| 25 de abril de 2000      | Pittsburgh, Pennsylvania      | Estados Unidos | Mellon Arena                     |
| 26 de abril de 2000      | Pittsburgh, Pennsylvania      | Estados Unidos | Mellon Arena                     |
| 30 de abril de 2000      | Cincinnati, Ohio              | Estados Unidos | Firstar Center                   |
| 3 de mayo de 2000        | Toronto, Ontario              | Canadá         | Air Canada Centre                |
| 4 de mayo de 2000        | Toronto, Ontario              | Canadá         | Air Canada Centre                |
| 7 de mayo de 2000        | Hartford, Connecticut         | Estados Unidos | Hartford Civic Center            |
| 8 de mayo de 2000        | Hartford, Connecticut         | Estados Unidos | Hartford Civic Center            |
| 21 de mayo de 2000       | Anaheim, California           | Estados Unidos | Anaheim Pond                     |
| 22 de mayo de 2000       | Anaheim, California           | Estados Unidos | Anaheim Pond                     |
| 27 de mayo de 2000       | Las Vegas, Nevada             | Estados Unidos | MGM Grand Garden Arena           |
| 29 de mayo de 2000       | Salt Lake City, Utah          | Estados Unidos | Delta Center                     |
| 3 de junio de 2000       | Atlanta, Georgia              | Estados Unidos | Philips Arena                    |
| 4 de junio de 2000       | Atlanta, Georgia              | Estados Unidos | Philips Arena                    |
| 12 de junio de 2000      | Nueva York                    | Estados Unidos | Madison Square Garden            |
| 15 de junio de 2000      | Nueva York                    | Estados Unidos | Madison Square Garden            |
| 17 de junio de 2000      | Nueva York                    | Estados Unidos | Madison Square Garden            |
| 20 de junio de 2000      | Nueva York                    | Estados Unidos | Madison Square Garden            |
| 22 de junio de 2000      | Nueva York                    | Estados Unidos | Madison Square Garden            |
| 23 de junio de 2000      | Nueva York                    | Estados Unidos | Madison Square Garden            |
| 26 de junio de 2000      | Nueva York                    | Estados Unidos | Madison Square Garden            |
| 27 de junio de 2000      | Nueva York                    | Estados Unidos | Madison Square Garden            |
| 29 de junio de 2000      | Nueva York                    | Estados Unidos | Madison Square Garden            |
| 1 de julio de 2000       | Nueva York                    | Estados Unidos | Madison Square Garden            |

## Personal
- Bruce Springsteen: voz, guitarra rítmica, armónica y piano
- The E Street Band:
  - Roy Bittan: piano y sintetizador
  - Clarence Clemons: saxofón y coros
  - Danny Federici: órgano, glockenspiel y acordeón
  - Nils Lofgren: guitarra eléctrica, pedal steel guitar y coros
  - Patti Scialfa; guitarra acústica y coros
  - Garry Tallent: bajo
  - Steven Van Zandt: guitarra, mandolina y coros
  - Max Weinberg: batería

- Datos: Q4978308